# Torneo delle candidate 2024
Il Torneo delle candidate 2024 si è disputato dal 3 al 21 aprile del 2024 nella città di Toronto, in Canada, nella storica struttura della Great Hall. Il torneo era parte del ciclo mondiale 2023-2025, ed è stato vinto da Tan Zhongyi, che sfiderà la campionessa del mondo in carica Ju Wenjun per il titolo mondiale. Per la prima volta l'evento si è disputato in concomitanza con il Torneo dei candidati assoluto.

## Scelta della sede
Per la prima volta venne scelta una sede di gioco nel continente americano per i candidati. L'organizzazione venne resa possibile dalla collaborazione tra la FIDE e Isai Scheinberg, fondatore, con il figlio Mark, del portale di poker online PokerStars, e uno dei maggiori investitori del portale di scacchi Chess.com. Di origini lituane la famiglia Scheinberg risiede da anni proprio nella città di Toronto.

## Criteri di qualificazione
Al torneo le 8 partecipanti si qualificavano secondo i seguenti criteri:
1. 1 posto alla sconfitta del match mondiale del 2023: Lei Tingjie;
2. 2 posti alle prime due in classifica del FIDE Women's Grand Prix 2022–2023 che si è svolto dal 17 settembre 2022 al 28 maggio 2023: Kateryna Lahno, Aleksandra Gorjačkina;
3. 3 posti dalla FIDE Women's World Cup 2023, che si è svolta a Baku dal 29 luglio al 25 agosto 2023: Nurgjul Salimova, Anna Muzyčuk;[N 2]
4. 2 posti dal FIDE Women's Grand Swiss 2023, che si è svolto a Douglas dal 23 ottobre al 5 novembre 2023: Vaishali Rameshbabu, Tan Zhongyi.[N 3]

### Sostituzioni
- Se una delle qualificate del FIDE Women's Grand Prix 2022–2023 fosse stata anche la finalista del match mondiale precedente, sarebbe stata ripescata una giocatrice dalla classifica finale del Grand Prix.
- Se una o più qualificate dalla Coppa del Mondo fossero state già qualificate attraverso il FIDE Women's Grand Prix si sarebbe ripescata un'altra giocatrice secondo i seguenti criteri:
  - la miglior giocatrice non qualificata del ranking mondiale femminile di gennaio 2024, che avesse disputato almeno trenta partite nell'anno solare;
  - la quarta classificata della Coppa del Mondo;
  - si sarebbe aggiunto un posto di qualificazione al FIDE Women's Grand Swiss.
- Se una o più qualificate dal FIDE Women's Grand Swiss fossero state già qualificate attraverso gli eventi precedenti sarebbero state ripescate le giocatrici da loro precedute in classifica.

## Formato
Come da tradizione il torneo è stato un girone all'italiana con partite di andata e ritorno per un totale di quattordici turni. Ogni giocatrice aveva a disposizione 90 minuti per le prime 40 mosse, 30 minuti per il prosieguo della partita, 30 secondi di incremento a mossa a partire dalla mossa 41. Non erano consentite le patte d'accordo prima della quarantesima mossa.
Il montepremi era di 250 000 euro, dei quali 24 000 alla prima classificata, 18 000 alla seconda e 12 000 alla terza. Per ogni mezzo punto ciascuna giocatrice riceve 1 750 euro.

## Risultati

### Calendario
Tutti i turni si svolgevano alle ore 14.30 (EDT).
| Turno 1 – 4 aprile 2024   | Turno 1 – 4 aprile 2024    | Turno 1 – 4 aprile 2024 |
| ------------------------- | -------------------------- | ----------------------- |
| Aleksandra Gorjačkina     | Kateryna Lahno             | ½–½                     |
| Anna Muzyčuk              | Nurgjul Salimova           | ½–½                     |
| Lei Tingjie               | Tan Zhongyi                | 0–1                     |
| Vaishali                  | Humpy Koneru               | ½–½                     |
| Turno 2 – 5 aprile 2024   |                            |                         |
| Kateryna Lahno (½)        | Humpy Koneru (½)           | ½–½                     |
| Tan Zhongyi (1)           | Vaishali (½)               | 1–0                     |
| Nurgjul Salimova (½)      | Lei Tingjie (0)            | ½–½                     |
| Aleksandra Gorjačkina (½) | Anna Muzyčuk (½)           | 1–0                     |
| Turno 3 – 6 aprile 2024   |                            |                         |
| Anna Muzyčuk (½)          | Kateryna Lahno (1)         | ½–½                     |
| Lei Tingjie (½)           | Aleksandra Gorjačkina (1½) | ½–½                     |
| Vaishali (½)              | Nurgjul Salimova (1)       | 1–0                     |
| Humpy Koneru (1)          | Tan Zhongyi (2)            | ½–½                     |
| Turno 4 – 7 aprile 2024   |                            |                         |
| Kateryna Lahno (1½)       | Tan Zhongyi (2½)           | ½–½                     |
| Nurgjul Salimova (1)      | Humpy Koneru (1½)          | 1–0                     |
| Aleksandra Gorjačkina (2) | Vaishali (1½)              | ½–½                     |
| Anna Muzyčuk (1)          | Lei Tingjie (1)            | ½–½                     |
| Turno 5 – 9 aprile 2024   |                            |                         |
| Lei Tingjie (1½)          | Kateryna Lahno (2)         | ½–½                     |
| Vaishali (2)              | Anna Muzyčuk (1½)          | ½–½                     |
| Humpy Koneru (1½)         | Aleksandra Gorjačkina (2½) | ½–½                     |
| Tan Zhongyi (3)           | Nurgjul Salimova (2)       | ½–½                     |
| Turno 6 – 10 aprile 2024  |                            |                         |
| Vaishali (2½)             | Kateryna Lahno (2½)        | 0–1                     |
| Humpy Koneru (2)          | Lei Tingjie (2)            | 0–1                     |
| Tan Zhongyi (3½)          | Anna Muzyčuk (2)           | 1–0                     |
| Nurgjul Salimova (2½)     | Aleksandra Gorjačkina (3)  | 0–1                     |
| Turno 7 – 11 aprile 2024  |                            |                         |
| Kateryna Lahno (3½)       | Nurgjul Salimova (2½)      | ½–½                     |
| Aleksandra Gorjačkina (4) | Tan Zhongyi (4½)           | ½–½                     |
| Anna Muzyčuk (2)          | Humpy Koneru (2)           | ½–½                     |
| Lei Tingjie (3)           | Vaishali (2½)              | 1–0                     |

| Turno 8 – 13 aprile 2024   | Turno 8 – 13 aprile 2024   | Turno 8 – 13 aprile 2024 |
| -------------------------- | -------------------------- | ------------------------ |
| Kateryna Lahno (4)         | Aleksandra Gorjačkina (4½) | ½–½                      |
| Nurgjul Salimova (3)       | Anna Muzyčuk (2½)          | ½–½                      |
| Tan Zhongyi (5)            | Lei Tingjie (4)            | 0–1                      |
| Humpy Koneru (2½)          | Vaishali (2½)              | 1–0                      |
| Turno 9 – 14 aprile 2024   |                            |                          |
| Humpy Koneru (3½)          | Kateryna Lahno (4½)        | ½–½                      |
| Vaishali (2½)              | Tan Zhongyi (5)            | 0–1                      |
| Lei Tingjie (5)            | Nurgjul Salimova (3½)      | ½–½                      |
| Anna Muzyčuk (3)           | Aleksandra Gorjačkina (5)  | ½–½                      |
| Turno 10 – 15 aprile 2024  |                            |                          |
| Kateryna Lahno (5)         | Anna Muzyčuk (3½)          | ½–½                      |
| Aleksandra Gorjačkina (5½) | Lei Tingjie (5½)           | 0–1                      |
| Nurgjul Salimova (4)       | Vaishali (2½)              | 0–1                      |
| Tan Zhongyi (6)            | Humpy Koneru (4)           | ½–½                      |
| Turno 11 – 17 aprile 2024  |                            |                          |
| Tan Zhongyi (6½)           | Kateryna Lahno (5½)        | 1–0                      |
| Humpy Koneru (5½)          | Nurgjul Salimova (4)       | 1–0                      |
| Vaishali (3½)              | Aleksandra Gorjačkina (5½) | 1–0                      |
| Lei Tingjie (6½)           | Anna Muzyčuk (4)           | ½–½                      |
| Turno 12 – 18 aprile 2024  |                            |                          |
| Kateryna Lahno (5½)        | Lei Tingjie (7)            | ½–½                      |
| Anna Muzyčuk (4½)          | Vaishali (4½)              | 0–1                      |
| Aleksandra Gorjačkina (5½) | Humpy Koneru (5½)          | ½–½                      |
| Nurgjul Salimova (4)       | Tan Zhongyi (7½)           | ½–½                      |
| Turno 13 – 20 aprile 2024  |                            |                          |
| Nurgjul Salimova (4½)      | Kateryna Lahno (6)         | ½–½                      |
| Tan Zhongyi (8)            | Aleksandra Gorjačkina (6)  | ½–½                      |
| Humpy Koneru (6)           | Anna Muzyčuk (4½)          | ½–½                      |
| Vaishali (5½)              | Lei Tingjie (7½)           | 1–0                      |
| Turno 14 – 21 aprile 2024  |                            |                          |
| Kateryna Lahno (6½)        | Vaishali (6½)              | 0–1                      |
| Lei Tingjie (7½)           | Humpy Koneru (6½)          | 0–1                      |
| Anna Muzyčuk (5)           | Tan Zhongyi (8½)           | ½–½                      |
| Aleksandra Gorjačkina (6½) | Nurgjul Salimova (5)       | ½–½                      |

### Classifica
| Giocatore             | Elo  | G  | V | P  | S | Punti | SB    |
| --------------------- | ---- | -- | - | -- | - | ----- | ----- |
| Tan Zhongyi           | 2521 | 14 | 5 | 8  | 1 | 9     | 60,5  |
| Humpy Koneru          | 2546 | 14 | 3 | 9  | 2 | 7,5   | 52,25 |
| Lei Tingjie           | 2550 | 14 | 4 | 7  | 3 | 7,5   | 52    |
| Vaishali              | 2475 | 14 | 6 | 3  | 5 | 7,5   | 47,5  |
| Aleksandra Gorjačkina | 2553 | 14 | 2 | 10 | 2 | 7     | 47    |
| Kateryna Lahno        | 2542 | 14 | 1 | 11 | 2 | 6,5   | 45    |
| Nurgjul Salimova      | 2432 | 14 | 1 | 9  | 4 | 5,5   | 39,5  |
| Anna Muzyčuk          | 2520 | 14 | 0 | 11 | 3 | 5,5   | 38,75 |